# Jiří Kulich (lední hokejista)
Jiří Kulich (* 14. dubna 2004, Kadaň) je český hokejový útočník hrající za tým Buffalo Sabres v NHL. Ve vstupním draftu 2022 si jej jako 28. celkově v 1. kole vybral tým Buffalo Sabres.

## Hráčská kariéra
Kulich debutoval v české extralize v týmu HC Energie Karlovy Vary v sezóně 2020/21, kde nastoupil do osmi zápasů. V sezóně 2021/22 zaznamenal ve 49 zápasech devět gólů a pět asistencí.
15. července 2022 podepsal Kulich tříletý nováčkovský kontrakt s týmem Buffalo Sabres.

## Reprezentační kariéra
Kulich reprezentoval Českou republiku na Mistrovství světa do 18 let v roce 2021, kde nastoupil ke čtyřem zápasům. V roce 2022 opět reprezentoval Česko na Mistrovství světa do 18 let, kde působil jako kapitán mužstva. S devíti góly se stal nejlepším střelcem turnaje a následně byl vyhlášen jako nejlepší hráč turnaje.
V téže roce také oblékl národní dres na Mistrovství světa juniorů. V roce 2023 opět reprezentoval Česko na Mistrovství světa juniorů v ledním hokeji, kde v sedmi zápasech zaznamenal sedm gólů a dvě asistence. S týmem získal stříbrnou medaili. Jeho třetí Mistrovství světa juniorů odehrál jako kapitán, a tým dovedl k bronzové medaili. Vyhrál kanadské bodování turnaje se ziskem 12 bodů (6+6).

## Ocenění a úspěchy
- 2022 ČHL – Nejproduktivnější hráč do 18 let
- 2022 ČHL – Nejproduktivnější junior
- 2022 MS-18 – All-Star Tým
- 2022 MS-18 – Nejlepší střelec
- 2022 MS-18 – Nejužitečnější hráč
- 2022 MS-18 – Top tří nejlepších hráčů v týmu
- 2023 MSJ – All-Star Tým
- 2024 AHL – All-Star Game
- 2024 MSJ – Nejproduktivnější hráč
- 2024 MSJ – All-Star Tým
- 2024 MSJ – Top tří nejlepších hráčů v týmu

## Prvenství

### ČHL
- Debut – 15. února 2021 (HC Sparta Praha proti HC Energie Karlovy Vary)
- První asistence – 12. září 2021 (HC Energie Karlovy Vary proti HC Vítkovice Ridera)
- První gól – 14. září 2021 (HC Energie Karlovy Vary proti Bílí Tygři Liberec, českému brankáři Jaroslavu Pavelkovi)

### NHL
- Debut – 25. listopadu 2023 (New Jersey Devils proti Buffalo Sabres)
- První gól – 17. října 2024 (Columbus Blue Jackets proti Buffalo Sabres, ruskému brankáři Daniil Tarasov)

## Statistiky

### Klubové statistiky
| Sezóna      | Klub                    | Soutěž      |    | Základní část | Základní část | Základní část | Základní část | Základní část |   | Play off | Play off | Play off | Play off | Play off |
| Sezóna      | Klub                    | Soutěž      | Z  | G             | A             | B             | TM            | Z             | G | A        | B        | TM       |          |          |
| 2020–21     | Piráti Chomutov         | ČHL-20      | 5  | 3             | 2             | 5             | 0             | —             | — | —        | —        | —        |          |          |
| 2020–21     | HC Energie Karlovy Vary | ČHL         | 8  | 0             | 0             | 0             | 0             | —             | — | —        | —        | —        |          |          |
| 2020–21     | SK Trhači Kadaň         | 1. ČHL      | 10 | 3             | 0             | 3             | 2             | —             | — | —        | —        | —        |          |          |
| 2021–22     | HC Energie Karlovy Vary | ČHL         | 49 | 9             | 5             | 14            | 4             | 3             | 0 | 1        | 1        | 2        |          |          |
| 2021–22     | HC Energie Karlovy Vary | ČHL-20      | 2  | 2             | 2             | 4             | 4             | 4             | 4 | 1        | 5        | 2        |          |          |
| 2022–23     | Rochester Americans     | AHL         | 62 | 24            | 22            | 46            | 18            | 12            | 7 | 4        | 11       | 2        |          |          |
| 2023–24     | Rochester Americans     | AHL         | 57 | 27            | 18            | 45            | 26            | 5             | 0 | 2        | 2        | 4        |          |          |
| 2023–24     | Buffalo Sabres          | NHL         | 1  | 0             | 0             | 0             | 0             | —             | — | —        | —        | —        |          |          |
| ČHL celkově | ČHL celkově             | ČHL celkově | 57 | 9             | 5             | 14            | 4             | 3             | 0 | 1        | 1        | 2        |          |          |

### Reprezentace
| Rok                       | Tým                       | Soutěž                    | Z  | G  | A  | B  | TM |
| ------------------------- | ------------------------- | ------------------------- | -- | -- | -- | -- | -- |
| 2021                      | Česko 18                  | MS-18                     | 4  | 0  | 0  | 0  | 0  |
| 2021                      | Česko 18                  | HG-18                     | 4  | 3  | 1  | 4  | 2  |
| 2022                      | Česko 18                  | MS-18                     | 6  | 9  | 2  | 11 | 2  |
| 2022                      | Česko 20                  | MS-20                     | 7  | 2  | 6  | 8  | 0  |
| 2023                      | Česko 20                  | MS-20                     | 7  | 7  | 2  | 9  | 2  |
| 2024                      | Česko 20                  | MS-20                     | 7  | 6  | 6  | 12 | 0  |
| Juniorská kariéra celkově | Juniorská kariéra celkově | Juniorská kariéra celkově | 35 | 27 | 17 | 44 | 6  |